# Episodi di Una moglie per papà (seconda stagione)
La seconda stagione della serie televisiva Una moglie per papà è stata trasmessa in anteprima negli Stati Uniti d'America dalla ABC tra il 23 settembre 1970 e il 24 marzo 1971.
| nº | Titolo originale                                          | Titolo italiano | Prima TV USA      | Prima TV Italia |
| -- | --------------------------------------------------------- | --------------- | ----------------- | --------------- |
| 1  | The Unbirthday Present                                    |                 | 23 settembre 1970 |                 |
| 2  | A Loaf of Bread, a Bar of Soap and a Jar of Peanut Butter |                 | 30 settembre 1970 |                 |
| 3  | The Important Word Is 'And'                               |                 | 7 ottobre 1970    |                 |
| 4  | I Thought, You Thought                                    |                 | 14 ottobre 1970   |                 |
| 5  | The Business Trip                                         |                 | 21 ottobre 1970   |                 |
| 6  | Eddie's Will                                              |                 | 28 ottobre 1970   |                 |
| 7  | Hello, Miss Bessinger, Goodbye                            |                 | 4 novembre 1970   |                 |
| 8  | Love Is for Sharing                                       |                 | 11 novembre 1970  |                 |
| 9  | Who Wants to Sail Down the Amazon, Anyway?                |                 | 18 novembre 1970  |                 |
| 10 | When the Shoe Is on the Other Foot, It Doesn't Fit        |                 | 25 novembre 1970  |                 |
| 11 | The Secret Box                                            |                 | 2 dicembre 1970   |                 |
| 12 | Fear Is for Understanding                                 |                 | 16 dicembre 1970  |                 |
| 13 | Gifts Are for Giving                                      |                 | 23 dicembre 1970  |                 |
| 14 | A Little Get Together for Cissy                           |                 | 6 gennaio 1971    |                 |
| 15 | The Ghetto Girl                                           |                 | 13 gennaio 1971   |                 |
| 16 | The Hospital                                              |                 | 20 gennaio 1971   |                 |
| 17 | The Rift                                                  |                 | 27 gennaio 1971   |                 |
| 18 | The Encounter Group                                       |                 | 3 febbraio 1971   |                 |
| 19 | Dear Mr. Cooper aka Eddie Meets an Astronaut              |                 | 10 febbraio 1971  |                 |
| 20 | The Lonely Weekend                                        |                 | 17 febbraio 1971  |                 |
| 21 | The Magic Mrs. Rickles                                    |                 | 3 marzo 1971      |                 |
| 22 | To Catch a Thief                                          |                 | 10 marzo 1971     |                 |
| 23 | Everybody Needs a Brother                                 |                 | 17 marzo 1971     |                 |
| 24 | Discipline Is a Four Letter Word Spelled Love             |                 | 24 marzo 1971     |                 |